# Мюнхенски университет
Мюнхенски университет „Лудвиг и Максимилиан“ (на немски: Ludwig-Maximilians-Universität München, LMU; Uni München) е университет в Мюнхен, столицата на провинция Бавария, Германия.
Наименуван е на основателите му херцог Лудвиг IX и крал Максимилиан I Йосиф.

## История
Основан е с папско разрешение от херцог Лудвиг IX, херцог на Бавария-Ландсхут през 1472 г. в Инголщат. Заради опасността от французите, Максимилиан I през 1800 г. го премества в Ландсхут и от 1802 г. носи сегашното си име. През ноември 1826 г. крал Лудвиг I повторно премества университета от Ландсхут в Мюнхен. През 1840 г. се построява сегашната му сграда от Фридрих фон Гертнер, първоначално имаща възможност да поеме хиляда души. Посредством преместването кралят цели формирането на елитите да се случва близо до двореца, както и сближаването на университета с намиращите се в Мюнхен академии на науките и на изящните изкуства. 
Още от самото начало университетът е отворен и за католици, и за протестанти. За ръководител на катедрата по философия е избран Фридрих Шелинг. Университетът се превръща в едно от най-блестящите средища на католицизма в Германия. Други водещи фигури от началния период на университета са Гьорес, Бадер, Дьолингер, Йохан Непомук Рингсайс, Ернст фон Ласо и Клеменс фон Брентано. 
През 1852 г. Юстус фон Либиг става професор по химия в университета. Друг професор, Макс фон Петенкорфер, открива причините за холерата след епидемията от 1854 г. През 1854 г. към университета се присъединява и Вилхелм Хайнрих Рил, който става основоположник на Баварския национален музей. 

## Описание
През зимния семестър 2013/14 в него са записани 50 542 студенти, по което се нарежда на 2-ро място в страната. В него работят 12 300 служители. Има 700 професори, 18 факултета и 160 специалности.

## Личности
Преподаватели
- Оскар Андерсон (1887 – 1960), математик
- Франц Бабингер (1891 – 1967), ориенталист
- Лудвиг Болцман (1844 – 1906), австрийски физик
- Едуард Бухнер (1860 – 1917), химик
- Арнолд Зомерфелд (1868 – 1951), физик
- Карл Крумбахер (1856 – 1909), филолог
- Херберт Луис (1900 – 1985), географ
- Георг Ом (1789 – 1854), физик
- Вилхелм Рьонтген (1845 – 1923), физик
- Якоб Фалмерайер (1790 – 1861), историк
- Анселм Хаверкамп (р. 1943), литературовед
- Вернер Хайзенберг (1901 – 1976), физик
- Карл Хаусхофер (1869 – 1946), географ

Обучавани
- Стефан Бончев (1870 – 1947), български геолог
- Валдас Адамкус (р. 1926), литовски политик
- Димитър Ангелов (1917 – 1996), български историк
- Георги Брадистилов (1904 – 1977), български математик
- Василий III Константинополски (1846 – 1929), гръцки духовник
- Патрик Зюскинд (р. 1949), писател
- Едуард Бухнер (1860 – 1917), химик
- Мария Капон (р. 1969), български политик
- Макс фон Лауе (1879 – 1960), физик
- Анастасиос Малтос (1851 – 1927), гръцки просветен деец
- Димитър Михайлов (1873 – 1932), български просветен деец
- Александер Мичерлих (1908 – 1982), психолог
- Роланд Познер (р. 1942), семиотик
- Лудвиг Прантъл (1875 – 1953), физик
- Герхард Тиле (р. 1953), космонавт
- Илия Троянов (р. 1965), писател
- Йоахим Франк (р. 1957), биофизик
- Франц Баварски (р. 1933), благородник
- Вернер Хайзенберг (1901 – 1976), физик
- Роман Херцог (р. 1934), политик
- Рудолф Хес (1894 – 1987), политик
- Теодор Хойс (1884 – 1963), политик
- Димитриос Хондрос (1882 – 1962), гръцки учен

## Галерия
- Централна университетска библиотека
- Исторически факултет в Салиненхоф
- Химически факултет
- Биологически факултет
- Ректорат
- Институт по геология и география
- Институт за научни изследвания
- Медицинска клиника „Гросхадерн“
- Болница за деца
- Фонтан на площад „Проф. Хубер“
- Изглед от лаборатория „Майер-Лайбниц“